# Adjutant ego prevoskhoditelstva
Adjutant ego prevoskhoditelstva (russisk: Адъютант его превосходительства, da.: Hans Adjudant af Hans Excellences Adjudant af Hans Excellence) er en sovjetisk tv-spillefilm i fem dele i sort/hvid fra 1969 instrueret af Jevgenij Tasjkov.
Filmen er baseret på romanen med samme navn af Igor Bolgarin og handler om efterretningsofficeren Pavel Koltsovs arbejde under Den Russiske Borgerkrig.

## Medvirkende
- Jurij Solomin som Pavel Koltsov
- Vladislav Strzjeltjik som Vladimir Kovalevskij
- Vladimir Kozel som Nikolay G. Sjjukin
- Tatjana Ivanitskaja som Tanja Sjjukina
- Aleksandr Milokostij som Jura